# Forêt nationale de Prescott
Pour les articles homonymes, voir Prescott.
La forêt nationale de Prescott est une forêt fédérale protégée situé en Arizona, aux États-Unis.
Elle s'étend sur une surface de 5 100 km2 et a été créée en 1908. 

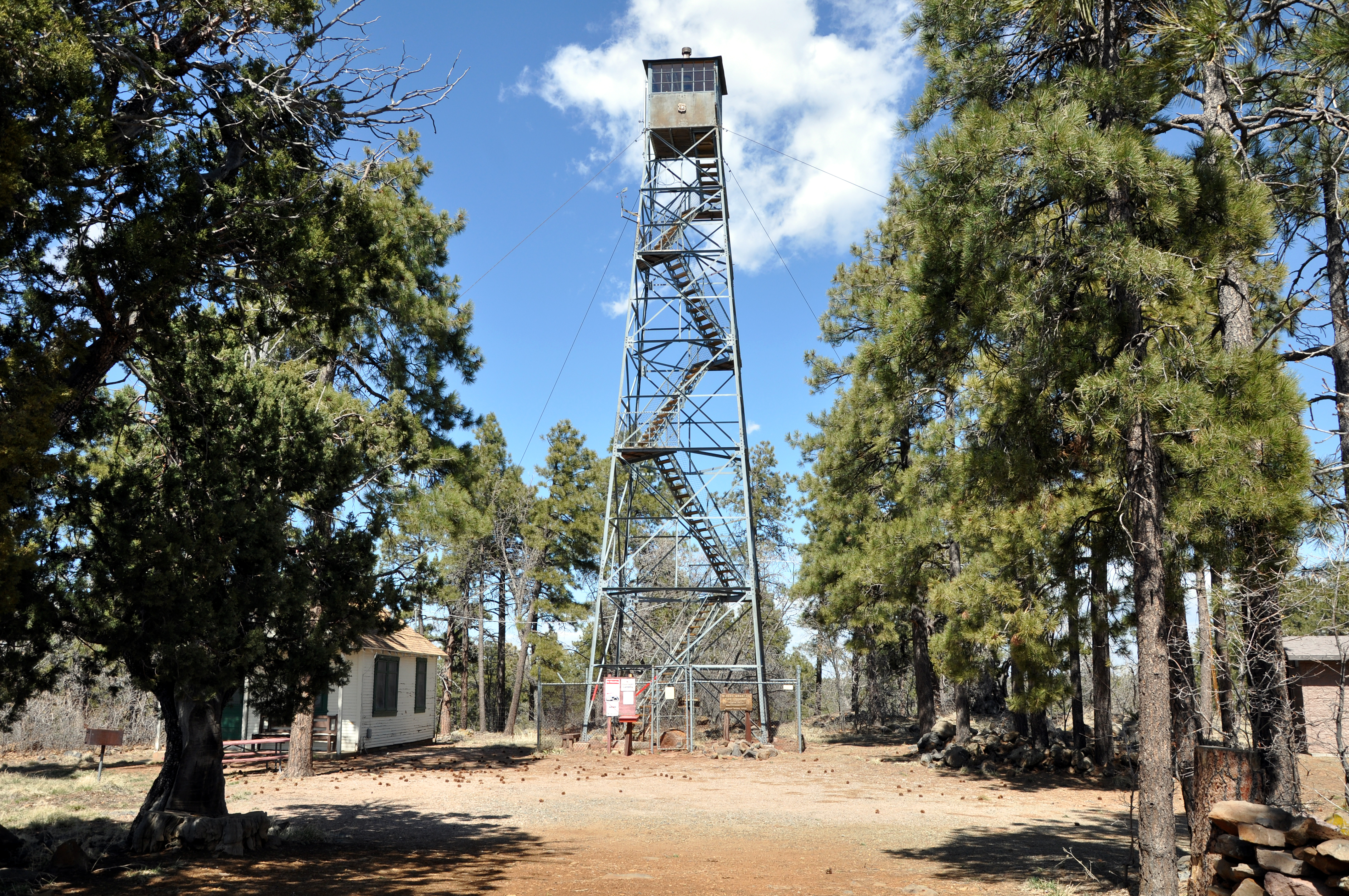
Tour de guet du Mingus Lookout Complex.